# ГЕС Ахензее (Дженбах)
ГЕС Ахензее (Дженбах) — одна із електростанцій у австрійській провінції Тіроль.
Для роботи ГЕС використовується ресурс із Ахенського озера (Ахензее), яке належить до басейну річки Ізар (права притока Дунаю, що протікає через столицю Баварії Мюнхен). Проте наближеність озера до долини Інну (інша права притока Дунаю, яка так само тече з Альп, але далі на схід у порівнянні з Ізаром), а також наявний тут значний перепад висот призвели до рішення створити дериваційну схему, за якою вода з Ахензее надходить до машинного залу, що знаходиться на березі Інну.
Електростанцію ввели в експлуатацію ще у 1927 році. Вона обладнана п'ятьма турбінами типу Пелтон загальною потужністю 79 МВт, які при напорі у 390 метрів виробляють в середньому 220 млн кВт·год на рік (з них більше половини протягом зими).
Видача електроенергії відбувається по ЛЕП, що працює під напругою 110 кВ.